# Полєк Володимир Теодорович
Володимир Теодорович Полєк (27 вересня 1924, місто Станиславів, нині Івано-Франківськ — 19 липня 1999, Івано-Франківськ) — український бібліограф, педагог, літературознавець, краєзнавець. Кандидат філологічних наук (1974), доцент (1979), професор (1995).

## Життєпис
Народився в сім'ї возного Станиславівського магістрату.
Будучи учнем гімназії і підпрацьовуючи продавцем у книгарні, арештований гестапо за проукраїнську діяльність. Вивезений на роботи (на складах вугілля) в Австрію (Відень, 1944—1946). У 1946—1950 рр. працював завідувачем націоналізованого підприємства «Нарпа», заочно вчився у вечірній гімназії, а потім — в університеті у Празі. Повернувся в Україну, з 1950 р. працював старшим продавцем, заступником завідувача і завідувачем у магазині № 1 Облкниготоргу у Станіславі (тепер — Івано-Франківськ).
У 1952 р. поступив і 1958 року заочно закінчив філологічний факультет Львівського університету (спеціальність «Українська мова і література»).
В 1955-1963-рр. — бібліограф, у 1963—1974 рр. — старший бібліограф, у 1974 р. — завідувач бібліотеки Івано-Франківського державного педагогічного інституту імені Василя Стефаника (тепер — Прикарпатський національний університет імені Василя Стефаника). Одночасно у 1967—1968 рр. — викладач бібліографії, у 1972—1974 рр. — викладач кафедри української літератури.
Захистив кандидатську дисертацію, присвячену рецепції творчості І. Котляревського у зарубіжній критиці (1974).
У 1974—1975 рр. — асистент, 1975—1976 рр. — старший викладач, 1976—1995 рр. — доцент, з 1995 р. — професор кафедри української літератури Прикарпатського національного університету імені Василя Стефаника та з 1993 р. — Івано-Франківського Духовного Теологічно-Катехитичного інституту УГКЦ.
Був залучений до впорядкування бібліографічних матеріалів в УРЕ та в колективному проекті «Українська література в загальнослов'янському і світовому літературному контексті». Працював над темою «Історія українських юридичних термінів». Вперше в українському мовознавстві опрацював тему «Спостереження над українською юридичною термінологією (XIV-XVIII ст.)». Опублікував декілька статей з історії окремих юридичних термінів, наприклад, конституція, право, правда, рік, універсал, привілей тощо. Його перу належить близько 1600 статей, опублікованих у збірниках, журналах і газетах в Україні та за кордоном (Болгарія, Канада, Польща, Росія), які описані у покажчиках «Володимир Теодорович Полєк» (1966) та у перевиданні за 1999 (зафіксовано 1554 позиції).
За сорок років своєї наукової та громадської діяльності зробив значний внесок у розвиток краєзнавчої науки на Прикарпатті. Був почесним членом Товариства «Просвіта» (1995), Спілки краєзнавців Прикарпаття (1997), головою громадського об'єднання «Наше місто» (1997—1999), лауреатом обласних премій ім. І. Вагилевича (1990) та ім. Марійки Підгірянки (1995) та Василя Стефаника. Нагороджений ювілейною медаллю «За трудову доблесть» (1970 р.).
З 2000 р. у Науковій бібліотеці Прикарпатський університет імені Василя Стефаника функціонує Іменний фонд професора В. Полєка, що налічує понад 10 тисяч одиниць, з них 6290 — книги. Фонд являє собою книгозбірню професора, що 1999 року була передана посмертно бібліотеці університету для наукового опрацювання і користування читачами .
На вшанування пам'яті вченого Івано-Франківська обласна організація Національної спілки краєзнавців України  2010 р. заснувала обласну премію імені Володимира Полєка в галузі краєзнавства, яка щорічно присуджується лауреатам за вагомий внесок у справу вивчення, збереження і популяризацію історико-культурної спадщини та розвиток різних напрямів краєзнавчих досліджень.. В 2024 р. Івано-Франківська організація національної спілки краєзнавців на знак 100-річчя В. Т. Полєка заснувала Ювілейну медаль імені В. Т. Полєка.
На пошану його пам'яті видано збірки спогадів «Сівач духовності» (2002) та «Професор Володимир Полєк: творчість і доля на тлі доби (спогади, епістолярій різних років, бібліографічний покажчик)» (2024).

## Праці
Автор і співавтор краєзнавчих досліджень:
- Літературне Прикарпаття (1963),
- Іван Франко на Прикарпатті (1966),
- Літературно-мистецькі місця Івано-Франківська, Покуття і Гуцульщини (1989),
- Літературно-мистецькі місця Галичини, Опілля і Бойківщини (1989),
- Тарас Шевченко і Прикарпаття (1990),
- Біографічний словник Прикарпаття (24 зошити; 1993—1999),
- Майданами та вулицями Івано-Франківська (1994),
- Відомі педагоги Прикарпаття (два томи; 1997—2000),
- Українська література у зарубіжній критиці і перекладах. Ч. 1. — Івано-Франківськ: Нова Зоря, 1998. — 200 с.,
- Корона Данила Галицького (1999),
- Сторінки українсько-німецьких історико-культурих взаємин (1999).

Володимир Полєк видав кілька фундаментальних бібліографічних праць:
- Марко Черемшина. 1874–1964. Бібліографічні матеріали. До 90 річчя з дня народження письменника (Ужгород, 1964)
- Михайло Бринський. Бібліографічний покажчик (Львів, 1968),
- Етель-Ліліан Войнич і Україна» (Львів, 1970)
- Композитор Анатолій Кос-Анатольський. Матеріали до нотографії та бібліографії (1947–1972) (у співавторстві з Я. Колодієм, Львів, 1974),
- Михайло Павлик. Бібліографічний покажчик (у співавторстві з П. Баб’яком, Львів, 1986)
- Качкан Володимир Атаназійович: Бібліографічний покажчик (Івано-Франківськ, 1990)
- Володимир Васильйович Грабовецький: Бібліографічний покажчик (Івано-Франківськ, 1993)
- Федір Погребенник. Бібліографічний покажчик (у співавторстві з В. Патокою, Київ, 1999)
- Літературно-меморіальні місця Івано-Франківщини (1971),
- Літературно-мистецькі місця Івано-Франківська, Покуття і Гуцульщини (1989) й ін.

Опублікував низку статей про життя і творчість Івана Вагилевича.
Володимирові Полєку також належить майже 1600 статей, опублікованих у збірниках, журналах і газетах в Україні та за кордоном (Болгарія, Канада, Польща, Росія), які описані у покажчику «Володимир Теодорович Полєк» (1966; перевидано 1999 року — до 75-річчя з дня народження Володимира Теодоровича).